# Тајрон (Оклахома)
Тајрон (енгл. Tyrone) град је у америчкој савезној држави Оклахома.

## Демографија
По попису из 2010. године број становника је 762, што је 118 (-13,4%) становника мање него 2000. године.
| Група             | 2000.       | 2010.       |
| Белци             | 647 (73,5%) | 542 (71,1%) |
| Афроамериканци    | 3 (0,3%)    | 7 (0,9%)    |
| Азијати           | 1 (0,1%)    | 1 (0,1%)    |
| Хиспаноамериканци | 207 (23,5%) | 204 (26,8%) |
| Укупно            | 880         | 762         |